# Jüdische Gemeinde Kassel
Die Jüdische Gemeinde Kassel ist die jüdische Gemeinde von Kassel. Sie zählt heute rund 880 Mitglieder (Stand 2013).

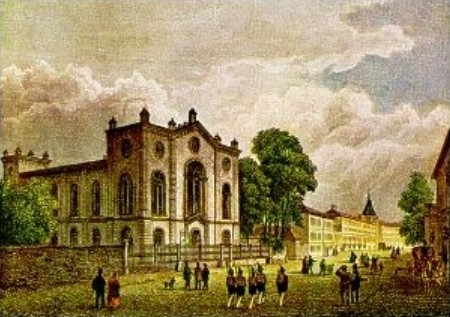
Die von Albrecht Rosengarten erbaute Synagoge in Kassel von 1839
(Stahlstich von G.M. Kurz)

## Geschichte

### Die jüdische Gemeinde im Mittelalter und früher Neuzeit
Bereits im Mittelalter bestand in Kassel eine jüdische Gemeinde. 1262 wurde eine „Judengasse“ genannt, was auf eine jüdische Ansiedlung mindestens in der ersten Hälfte des 13. Jahrhunderts schließen lässt. 1293 wird als Vorvorbesitzerin und Bewohnerin eines Hauses eine Jüdin Rechelin (Rachel) genannt.
Bei der Judenverfolgung in der Pestzeit 1348/49 wurde die jüdische Gemeinde vernichtet. 1360 wird Jud Joseph von Kassel in Frankfurt erwähnt, vermutlich ein Überlebender der Verfolgung. Seit 1368 wurden wieder Juden in Kassel genannt, 1398 bestand eine jüdische Gemeinde mit Synagoge (Judenschule). Die auch noch im 15. Jahrhundert mehrfach genannte „Judengasse“ lag am Rande der Altstadt zwischen Fuldaufer und Kloster Ahnaberg. Später wohnten Juden in der Gasse „Hinter dem Judenbrunnen“.
Nach der Reformation verschlechterte sich die Lage der Juden in Kassel, sodass viele auswanderten, namentlich nach Frankfurt am Main und Warburg. 1605 wohnten nur noch zwei jüdische Familien in Kassel.
Während des Dreißigjährigen Krieges stieg die Zahl der Familien wieder an, da Familien aus den Landgemeinden offenbar Schutz in der gut befestigten Stadt suchten und fanden. 1620 wurden zehn Familien gezählt, 1623 waren es zwölf. 1622 fand in Kassel ein erster „Judenlandtag“ der Juden Hessen-Kassels statt.

### Privilegierung Goldschmidts und die Ausweisung der anderen Familien 1635
Nach dem Krieg lebte nur der Hofjude (Hofbankier) Benedikt Goldschmidt als einziger Jude mit seiner Familie in der Stadt, da es ihm 1635 nach langjährigen Auseinandersetzungen mit dem orthodoxen Rabbiner Isaak aus Bettenhausen durch seinen starken Einfluss beim Landgrafen Moritz von Hessen gelungen war, die Ausweisung aller übrigen noch in Kassel lebenden Juden sowie zugleich für die folgenden Jahre das alleinige Siedlungsrecht in Kassel für seine eigene Familie zu erwirken. 1656 wurde daraufhin der Sitz des Landrabbinats nach Witzenhausen verlegt.
Erst etwa ab 1710 wanderten allmählich auch andere Juden wieder in die Stadt ein. 1726 lebten bereits wieder zwölf Familien in der Stadt. Da zur damaligen Zeit ein jüdischer Name nur aus dem Vornamen und dem Patronym bestand, sind Nachforschungen über die Herkunft der in den folgenden Jahrzehnten nach Kassel eingewanderten Personen schwierig. In diesen Jahren wuchs der Druck auf die Juden, sich der deutschen Sprache zu bedienen, weshalb auch bereits 1739 in der Landgrafschaft Hessen-Kassel die Anordnung erging, dass Juden in ihrer Geschäftskorrespondenz nicht länger Jiddisch oder Hebräisch benutzen dürften. 1744 zählte man 18 Familien, die vorwiegend im östlichen Teil der Altstadt zusammenlebten. Eine Ansiedlung in der Oberneustadt, der vornehmen Hugenottensiedlung, war 1738 untersagt worden.
In der zweiten Hälfte des 18. Jahrhunderts besserte sich allmählich die rechtliche Situation der jüdischen Bewohner der Stadt. Nach 1767 war es den jüdischen Familien gestattet, sich im ganzen Stadtgebiet niederzulassen. Die wenigen reicheren Hofjuden (einige Hoffaktoren wie Feidel David und Moses Büding, Hofbankiers, Hofjuweliere) durften nun auch Häuser kaufen, andere konnten zumindest Häuser mieten und Handel in offenen Läden betreiben. 1772 wurde der Sitz des Landrabbinats (Provinzialrabbinat) von Witzenhausen nach Kassel verlegt. Die Zahl der jüdischen Einwohner stieg auf etwa 50 Familien um 1800 an.

### Emanzipation durch Dekret Jérôme Napoléons 1808
Im Dezember 1807 wurde König Jérome Bonaparte (1784–1860), Napoleons Bruder, als König von Westphalen von der jüdischen Bevölkerung Kassels begeistert als Befreier gefeiert. Per Dekret erhielten sie am 27. Januar 1808 Freiheit und Gleichberechtigung im ganzen Königreich und mussten Familiennamen annehmen: „(No. 30) Königliches Decret vom 27. Januar 1808, welches die den Juden aufgelegten Abgaben aufgebt. Wir Hieronymus Napoleon, von Gottes Gnaden, und durch die Constitution König von Westphalen, französischer Prinz [...], haben, nach Ansicht des 10ten und 15ten Artikels der Constitution vom 15. November 1807 [...] verordnet und verordnen wie folgt: Art. 1. Unsere Unterthanen, welche der Mosaischen Religion zugethan sind, sollen in Unsern Staaten dieselben Rechte und Freyheiten genießen, wie Unsere übrigen Unterthanen. Art. 2. Denjenigen Juden, welche, ohne Unsere Unterthanen zu seyn, durch Unser Königreich reisen, oder darin sich aufhalten, sollen dieselben Rechte und Freyheiten zustehen, die jedem anderen Fremden eingeräumt werden.“
Die rechtliche Verbesserung der Juden führte zu einem starken Wachstum der Gemeinde: Die Zahl der Familien verdoppelte sich von 1800 bis 1812 auf etwa 100 Familien.
Auch nach Rückkehr des Kurfürsten Wilhelm von Hessen-Kassel (1743–1821) im November 1813 wurden viele Reformen beibehalten, aber erst 1833 wurde die volle Emanzipation der Juden durchgesetzt.
Am 8. August 1839 wurde die von dem Kasseler Architekten Albrecht Rosengarten erbaute neue Synagoge eingeweiht, zu deren Bau insbesondere die Familien Goldschmidt, Büding und Gans namhafte Geldbeträge gespendet haben. Zu dieser Zeit gab es in Kassel nur fünf christliche, aber 15 jüdische Bankiers – darunter vier aus der Familie Goldschmidt und drei namens Büding.
Im 19. Jahrhundert nahm die Zahl der jüdischen Einwohner durch starken Zuzug aus den Landgemeinden weiter zu: 1835 wurden 1870 Gemeindeglieder gezählt, um 1875 etwa 3000. Das jüdische Gemeindeleben wurde geprägt durch die Aktivitäten zahlreicher jüdischer Vereine, von denen ein großer Teil Ziele im Bereich der Wohlfahrtspflege hatte. Unter anderem bestanden: der Israelitische Krankenpflegeverein e. V. (gegründet 1773), die Gesellschaft der Humanität (gegründet 1802), der Israelitische Frauenverein (gegründet 1811), der Verein für Israelitische Armenpflege (gegründet 1878), die Ferienkolonie der Sinai-Loge U.O.B.B. (gegründet 1888), die Israelitische Brüderschaft Chewras Gemiluth Chasodim (gegründet 1874), der Bikkur Cholim-Verein (gegründet 1925), der Reichsbund jüdischer Frontsoldaten, die Zionistische Vereinigung u. a. m. Es bestanden zahlreiche Stiftungen. An Anstalten und Einrichtungen gab bis in die 1930er Jahre das Israelitische Altersheim, das Israelitische Waisenhaus und der Kinderhort des Israelitischen Frauenvereins. Die Kasseler Juden waren auch Mitglieder in allgemeinen Vereinen wie den Turnvereinen, Karnevalsgesellschaften usw.
Hinsichtlich der Berufsstruktur lebten zunächst die meisten Familien bis Anfang des 19. Jahrhunderts vom Handel mit Waren aller Art. In der ersten Hälfte des 19. Jahrhunderts, nach der gesetzlichen Emanzipation, erlernten viele junge jüdische Leute einen Handwerksberuf. Um 1840 gab es 15 jüdische Bankiers in Kassel (nur fünf nichtjüdische). Mitte des 19. Jahrhunderts gab es die ersten beiden jüdischen Ingenieure. Alsbald gab es jüdische Ärzte, Rechtsanwälte, Lehrer, aber auch jüdische Hoteliers und Inhaber von Gaststätten. Zahlreiche Industriebetriebe wurden von jüdischen Unternehmern aufgebaut. Lang ist die Liste von Handels- und Gewerbebetrieben, die jüdischen Geschäftsleuten gehörten. Von Bedeutung war z. B. die Familie Gotthelft, die ab 1841 eine Druckerei betrieb und ab Dezember 1853 die Tageszeitung „Gewerbliches Tageblatt und Anzeiger“ (erst unter preußischer Oberhoheit ab 1873 konnte sie den Namen „Casseler Tageblatt“ annehmen) herausgab. Dieses vielgelesene Blatt erschien ab 1900 täglich in zwei Ausgaben bei einer Auflage von 21000 Exemplaren. Nationalsozialistische Boykottpropaganda führte zu einem Rückgang des  Anzeigenteils und der Leserschaft, und die letzte Ausgabe erschien am 30. September 1932.
Im Ersten Weltkrieg fielen aus Kassel 62 jüdische Männer.
Bis weit ins 20. Jahrhundert hinein waren mehrere bedeutende Rabbiner in der Stadt tätig (u. a. Philipp Roman, Lazarus Adler, Isaak Prager, Max Doctor, Gotthilf Walter und 1936–39 noch Robert Raphael Geis). Die jüdischen Kinder besuchten teilweise die allgemeinen Schulen am Ort, teilweise die öffentliche israelitische Elementarschule (1933 an dieser Schule: 176 Kinder).

### Vernichtung der Gemeinde im Nationalsozialismus nach 1933
1933 wurden 2301 jüdische Einwohner in Kassel gezählt. Zu ersten gewaltsamen Aktionen gegen Juden kam es bereits 1933: am 24. März 1933 wurde der Rechtsanwalt Max Plaut von Kasseler Nationalsozialisten so brutal misshandelt, dass er zehn Tage später an den inneren Verletzungen starb. Zum Boykott der jüdischen Geschäfte wurde bereits seit 1930 in der NS-Zeitung „Hessische Volkswacht“ aufgerufen. Nach einer Rede von Julius Streicher in der Stadthalle in Kassel am 11. Dezember 1936 wurden die Geschäfte jüdischer Inhaber gestürmt. Bis 1938 waren die meisten jüdischen Gewerbebetriebe zur Aufgabe gezwungen worden oder „arisiert“. Beim Novemberpogrom 1938 wurde die Synagoge verwüstet und wenig später abgebrochen (s. u.), zahlreiche jüdische Geschäfte wurden demoliert. Über 250 jüdische Männer wurden verhaftet und in das KZ Buchenwald gebracht, wo sie mehrere Wochen festgehalten wurden. In den folgenden Jahren waren die in Kassel noch lebenden Juden einer völligen Entrechtung ausgesetzt. 1940 wohnten noch 1300 Juden in der Stadt. Nach der Deportation von 1000 Kasseler Juden ins Ghetto Riga im Dezember 1941 und weiteren Deportationen bis Anfang 1945 wurde Kassel weitgehend „judenfrei“ gemacht. Im Gedenkbuch „Namen und Schicksale der Juden Kassels 1933–1945“ sind die Namen von 1007 ermordeten jüdischen Einwohnern aufgezählt.

### Neuanfang 1945

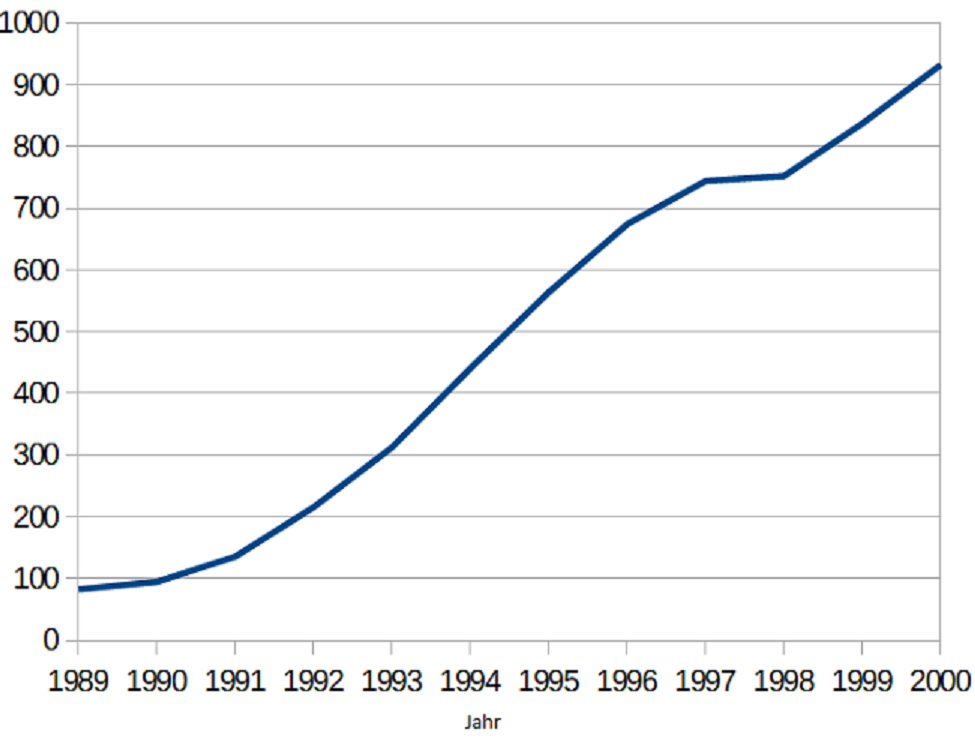
Mitgliederentwicklung der Jüdischen Gemeinde von 1989–2000

Nach 1945 gründeten etwa 300 jüdische Überlebende des Holocausts, etwa 80 % von ihnen Flüchtlinge aus dem Osten (Displaced Persons), eine neue jüdische Gemeinde. Ein großer Teil von ihnen wanderte zwar 1948/50 nach Israel oder nach Amerika aus, dennoch blieb eine Gemeinde bestehen, die 1965 88 Mitglieder zählte, darunter zwölf  Kinder. Seit den 1990er-Jahren erfuhr die Gemeinde starken Zuwachs aus der ehemaligen Sowjetunion und zählte im Jahre 2006 wieder etwa 1300 Mitglieder. Auf Grund von Abwanderung junger Menschen in größere Städte und Überalterung schrumpfte die Zahl der Gemeindemitglieder auf zuletzt 725 Mitglieder im Jahr 2018.

## Bekannte Gemeindemitglieder
- Sigmund Aschrott (1826–1915), Kaufmann, Industrieller, Bankier und Immobilienunternehmer
- Felix Blumenfeld (1873–1942), Kinderarzt
- Moses Büding (1748/1749–1811), Bankier
- Ludwig Mond (1839–1909), Chemiker und Industrieller
- Benedikt Goldschmidt (um 1575–1642), Hofbankier, Hofjuwelier, Erster Vorsteher und Schtadlan der Landesjudenschaft
- Simon Goldschmidt (1600–1658), Hofbankier, Hofjuwelier, Erster Vorsteher und Schtadlan der Landesjudenschaft
- Hesse Goldschmidt (1689/1690–1733), Kaufmann
- Adolph Gotthelft (1828–1901), Druckereibesitzer und Zeitungsverleger
- Carl Gotthelft (1817–1880), Druckereibesitzer und Zeitungsverleger
- Sara Nussbaum (1868–1956), Gemeindeschwester, KZ-Überlebende, erste weibliche Ehrenbürgerin von Kassel
- Max Plaut (1888–1933), Rechtsanwalt
- Albrecht Rosengarten (1810–1893), Architekt, Erbauer der Hauptsynagoge in Kassel
- Franz Rosenzweig (1886–1929), Historiker und Philosoph
- Max Rothfels (1854–1935), Rechtsanwalt
- Frieda H. Sichel (1889–1976), deutsche Nationalökonomin und südafrikanische Sozialarbeiterin